# Red Voodoo
Red Voodoo es un álbum de estudio de Sammy Hagar and the Waboritas, publicado el 23 de marzo de 1999 por el sello MCA Records. Cuando Hagar finalizó la gira soporte del álbum Marching To Mars, de inmediato entró al estudio y grabó este disco. La canción "Mas Tequila" fue el principal sencillo del álbum.

## Lista de canciones
1. "Mas Tequila" (Gary Glitter/Sammy Hagar/Mike Leander) – 4:11
2. "Shag" (Sammy Hagar/Jesse Harms) – 3:34
3. "Sympathy for the Human" (Sammy Hagar) – 4:47
4. "Red Voodoo" (Sammy Hagar) – 3:48
5. "Lay Your Hand on Me" (Sammy Hagar) – 4:10
6. "High and Dry Again" (Sammy Hagar) – 5:35
7. "The Revival" (Sammy Hagar/Jesse Harms) – 3:38
8. "Don't Fight It (Feel It)" (Wilson Pickett) – 3:12
9. "The Love" (Larry Dvoskin/Sammy Hagar/Neal Schon) – 4:07
10. "Right on Right" (Sammy Hagar) – 5:22
11. "Returning of the Wish" (Larry Dvoskin/Sammy Hagar/Jesse Harms) – 5:53

## Sencillos
- "Mas Tequila" b/w "Little White Lie" EE. UU. (MCA TRKS7 55574)
- "Mas Tequila (Radio Edit)" b/w "Little White Lie (versión del álbum)" EE. UU. (MCA TRK5P 4304)
- "Mas Tequila (Radio Edit)" b/w "Shag" Europa (MCA 155 582-2)
- "Mas Tequila" b/w "Shag (Miami mix)" b/w "The Revival (Miami mix)" EE. UU. (MCA)
- "Shag (versión uno)" b/w "Shag (versión dos)" EE. UU. (MCA TRK5P-4367)
- "Right On Right (Radio Edit)" EE. UU. (MCA TRK5P-4407) TRK5P-4367

## Créditos
- Sammy Hagar: voz, guitarra
- Vic Johnson: guitarra
- Jesse Harms: teclados
- Mona Gnader: bajo
- David Lauser: batería